# Serpan Peak
Il Serpan Peak (in lingua inglese: Picco Serpan) è un picco roccioso antartico, alto 1.445 m, che sormonta il Washington Escarpment, subito a ovest dei Rivas Peaks nel Neptune Range, che fa parte dei Monti Pensacola in Antartide.
Il picco roccioso è stato mappato dallo United States Geological Survey (USGS) sulla base di rilevazioni e foto aeree scattate dalla U.S. Navy nel periodo 1956-66.
La denominazione è stata assegnata dall'Advisory Committee on Antarctic Names (US-ACAN) in onore di Robert D. Serpan, studioso di Scienze dell'atmosfera che faceva parte del gruppo che conduceva ricerche nel Neptune Range nel 1963-64.